# Julien Bailleul
Julien Bailleul (Lomme, 15 februari 1988 – 7 oktober 2011) was een Frans voetballer die als verdediger speelde.
Bailleul speelde in de jeugd bij OSC Lille en sinds 2005 bij CS Sedan. Hierna speelde hij voor AC Cambrai waarvoor hij in januari 2007 het enige doelpunt maakte in 1-4 nederlaag tegen Olympique Marseille in het toernooi om de Coupe de France. Tussen 2007 en 2009 speelde hij voor SC Feignies.
In het seizoen 2009/10 kwam Bailleul uit voor de Belgische tweedeklasser RAEC Mons. In 2010 nam  Sporting Lokeren hem over en verhuurde hem in de winterstop van het seizoen 2010/11 tot het einde van het seizoen aan zijn oude club waarmee hij via de eindronden naar de eerste klasse promoveerde. Hij keerde terug bij Lokeren maar zou niet meer in actie komen. Op 7 oktober 2011 overleed hij aan de gevolgen van kanker. Hij werd op 11 oktober in het Franse Lambersart begraven in het shirt van zijn laatste wedstrijd voor RAEC Mons.

## Statistieken
| seizoen | club             | land      | competitie     | wed | goals |
| ------- | ---------------- | --------- | -------------- | --- | ----- |
| 2005/06 | CS Sedan B       | Frankrijk | CFA 2          | -   | -     |
| 2006/07 | AC Cambrai       | Frankrijk | CFA 2          | -   | -     |
| 2007/09 | SC Feignies      | Frankrijk | CFA 2          | -   | -     |
| 2009/10 | RAEC Mons        | België    | Exqi League    | 32  | 1     |
| 2010/11 | Sporting Lokeren | België    | Jupiler League | 9   | 0     |
| 2010/11 | → RAEC Mons      | België    | Exqi League    | 13  | 0     |
| 2011/12 | Sporting Lokeren | België    | Jupiler League | 0   | 0     |
|         |                  |           | Totaal         | 54  | 1     |